# كيم هاولز

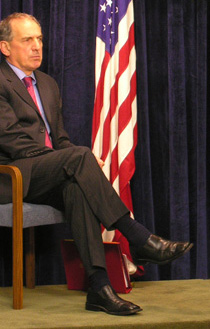
كيم هاولز

كيم هاولز ولد 1946 م في ميرثر تيدفل، ويلز وهو عضو برلمان ينتمي لحزب العمال عن دائرة بونتيبريذ في برلمان المملكة المتحدة منذ عام 1989م.
وتلقى تعليمه في مدرسة ماونتين آش، وكلية هورنسي للآداب، وكلية كامبريدج للآداب والتكنولوجيا، وجامعة ووريك حتى تحصل على الدكتوراه.
تعين كيم هاولز بمنصب وزير دولة للشؤون الخارجية في وزارة الخارجية في 2005
شغل قبل ذلك منصب وزير دولة في وزارة التربية والمهارات، كما شغل مناصب وزارية في وزارة النقل، ووزارة الثقافة والإعلام والرياضة، ووزارة التجارة والصناعة.
و هو متزوج ولديه ثلاثة أبناء.

## السيرة الذاتية
هاولز هو ابن جلانفيل هاولز، وجوان جلينيس هاولز. وُلد في ميرثير تيدفيل، ويلز، ونشأ في بينيوان بالقرب من أبيرداري، وهو تلميذ سابق في مدرسة ماونتن آش النحوية.
التحق هاولز بكلية هورنسي للفنون حيث كان ناشطًا في مهن الطلاب في مايو 1968، وكان أول متظاهر يخترق طوق شرطة العاصمة في المظاهرة ضد حرب فيتنام خارج السفارة الأمريكية في ميدان غروسفينور عام 1968.
```
ظهر هاولز كقائد طلابي في كلية هورنسي للفنون في فيلم المخرج جون غولدشميت ”تجربتنا الحية تساوي أكثر من 3000 كتاب مدرسي“، الذي أنتج لتلفزيون غرانادا وعرض على شبكة ITV.
```